# Bermuda Stock Exchange Index
Le Bermuda Stock Exchange Index ou BSX est un indice boursier de la bourse des Bermudes. Il se compose des 20 principales capitalisations boursières du pays.

## Composition
Au 10 août 2011, l'indice  se composait des titres suivants :
| Symbole  | Société                        | Poids indiciel | Secteur                    |
| -------- | ------------------------------ | -------------- | -------------------------- |
| AGH BH   | Argus Group Holdings           | 8.13 %         | Assurance                  |
| AGL BH   | Ascendant Group                | 26.96 %        | Énergie                    |
| NTB BH   | Bank of NT Butterfield & Son   | 15.79 %        | Finance                    |
| BCS BH   | BCS Investment                 | N/A            | Conglomérat                |
| BAS BH   | Bermuda Aviation Services      | 0.78 %         | Aérien                     |
| BCB BH   | Bermuda Commercial Bank        | 9 %            | Finance                    |
| BCL BH   | Bermuda Container Line         | N/A            | Transport                  |
| BPH BH   | Bermuda Press Holdings         | 2.91 %         | Médias                     |
| BFM BH   | BF&M                           | 27.12 %        | Assurance                  |
| DEVON BH | Devonshire Industries          | 0.33 %         | Industrie                  |
| KFCB BH  | Kentucky Fried Chicken Bermuda | 0.59 %         | Consommation cyclique      |
| KEY BH   | Keytech                        | 2.71 %         | Télécommunications         |
| LOM BH   | LOM Holdings                   | 0.39 %         | Finance                    |
| LBB BH   | Long Botham Boats              | N/A            | Consommation cyclique      |
| MSTR BH  | Masters Ltd                    | N/A            | Consommation cyclique      |
| MHL BH   | Media House                    | 0.9 %          | Médias                     |
| POLAR BH | Polaris Holding                | 1.01 %         | Industrie                  |
| SAL BH   | SAL Ltd                        | N/A            | Matériaux                  |
| SOLAR BH | Solar Enterprises              | N/A            | Immobilier                 |
| WWW BH   | Watlington Waterworks          | 3.04 %         | Services aux collectivités |
| WHHL BH  | West Hamilton Holdings         | 0.34 %         | Consommation cyclique      |